# Eggersops australica
Eggersops australica är en fjärilsart som beskrevs av Helmut Sick 1938. Eggersops australica ingår i släktet Eggersops och familjen sikelvingar. Inga underarter finns listade i Catalogue of Life.